# José Mirabent Gatell
José Mirabent Gatell (Barcelona, 10 de septiembre de 1831-30 de octubre de 1899) fue un pintor y decorador español, especializado en temas de flores, naturalezas muertas y retratos. Fue profesor de la Escuela de Bellas Artes de Barcelona.

## Biografía

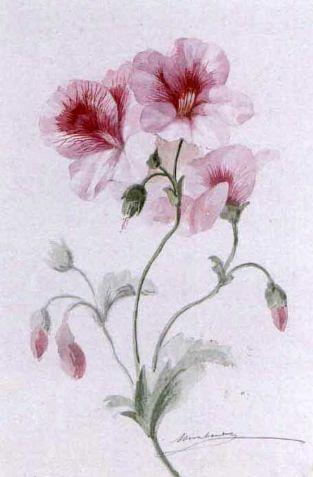
Estudio de la flor del geranio de pensamiento.

Parece ser que recién nacido la familia de Mirabent Gatell se traslada a Sitges, residiendo en la misma durante doce años.
Sus estudios principales los realizó en la Escuela de La Lonja de Barcelona, donde fue discípulo de los importantes artistas Pablo Milá Fontanals, Claudio Lorenzale y Segismundo Ribó, de los que recibió la influencia de la estética nazarena.
Asimismo, como decorador, destacaron sus trabajos ornamentales del Gran Teatro del Liceo de la Ciudad Condal, junto a Antonio Caba, Ramón Martí Alsina, Juan Vicens Cots, Agustín Rigalt, Félix Cagé y Luis Serra, los ocho medallones que realizó en el Paraninfo de la Universidad de Barcelona y la decoración de los templos madrileños del Buen Suceso, las Salesas Reales y el convento de las madres reparadoras.
Participó en numerosas muestras y exposiciones, obtuvo mención de honor en las Nacionales de 1856 y 1858, así como tercera medalla en las ediciones de 1860 y 1867, y condecoración en 1871. Además, fue galardonado con medalla de oro en la Exposición Universal de Barcelona de 1888.
Tras una larga enfermedad su defunción se produce en 1899.

## Obras
- El Trovador, (1856) (Colección Francesc Fontbona).
- Estudio de la flor del geranio de pensamiento, óleo sobre lienzo, firmado.
- Frutero, óleo sobre lienzo, 40 x 33 cm (en dep. en el Museo Romántico, Madrid). Copia.
- Peonías, óleo sobre lienzo, 77 x 67 cm (en dep. en la Real Academia de Bellas Artes de San Jorge, Barcelona).
- Sepulcro de un mártir, óleo sobre lienzo, 68,5 x 97 cm, posterior a 1866.